# Ulica Aleksandra Kostki-Napierskiego w Katowicach
Ulica Aleksandra Kostki-Napierskiego w Katowicach – ulica w katowickiej dzielnicy Piotrowice-Ochojec. Ulica rozpoczyna swój bieg w Piotrowicach od skrzyżowania z ul. ks. dra Stanisława Wilczewskiego. Następnie krzyżuje się z ul. Wronią, ul. Załogową, ul. Armii Krajowej, ul. Chocimską, ul. ks. Jana Szurleja, ul. Konstantego Kempy, ul. Gołębia, ul. Karola Kornasa i ul. Skotnica. Kończy swój bieg przy skrzyżowaniu z ul. Marcina Radockiego w Ochojcu.

## Charakterystyka
Ulica istniała już w XIX wieku jako droga wiejska. W latach osiemdziesiątych powstało osiedle Odrodzenia, przeznaczone dla około 20 tys. mieszkańców, znajdujące się w rejonie ul. A. Kostki-Napierskiego, ul. Tyskiej i ul. Marcina Radockiego.
Przy ulicy Aleksandra Kostki-Napierskiego znajdują się następujące historyczne obiekty, objęte ochroną konserwatorską:
- dom mieszkalny z zapleczem gospodarczym (ul. Aleksandra Kostki-Napierskiego 4); wzniesiony na początku XX wieku[4];
- kamienica mieszkalna w pierzei domu pod numerem 17, z zapleczem gospodarczym i ogrodem (ul. Aleksandra Kostki-Napierskiego 15); wzniesiona w latach trzydziestych XX wieku[4];
- kamienica mieszkalna w pierzei domu pod numerem 15, z zapleczem gospodarczym (murowane komórki) i ogrodem (ul. Aleksandra Kostki-Napierskiego 17); wzniesiona w latach trzydziestych XX wieku[4];
- wolnostojąca kamienica mieszkalna z ogrodem i zapleczem gospodarczym (ul. Aleksandra Kostki-Napierskiego 20); wzniesiona w latach 1931–1938.
- mieszkalny dom wiejski (ul. Aleksandra Kostki-Napierskiego 51, róg z ul. Karola Kornasa); wzniesiony na początku XX wieku na działce narożnej[4];
- wolnostojący dom mieszkalny w ogrodzie, z zapleczem gospodarczym (ul. Aleksandra Kostki-Napierskiego 68, róg z ul. Skotnica); wzniesiony w pierwszej ćwierci XX wieku na działce narożnej[4];
- wolnostojący dom mieszkalny w ogrodzie, z zapleczem gospodarczym (ul. Aleksandra Kostki-Napierskiego 73); wzniesiony na początku XX wieku[4].

Zabytkowe domy przy ul. A. Kostki-Napierskiego są pozostałością po dawnej wiejskiej zabudowie.
Ulica ma długość 879 m i powierzchnię 5 238 m². Przy ulicy swoją siedzibę mają firmy i przedsiębiorstwa handlowo-usługowe, piekarnia oraz bar.